# Dinastia Severilor
Dinastia Severilor a fost o dinastie imperială romană, care a condus Imperiul Roman între 193 și 235. Dinastia a fost fondată de către generalul roman Septimius Severus, care a ajuns la putere ca învingător în războiul civil din 193.
Deși Septimius Severus a restaurat cu succes pacea în urma revoltelor din secolul al II-lea, dinastia a avut de suferit din cauza relațiilor de familie extrem de instabile și a tulburărilor politice constante, prefigurând criza iminentă din secolul al III-lea. A fost ultima ramură genealogică a Principatului fondat de către Augustus.